# Hôtel particulier Derojinskaïa
L'hôtel particulier d'Alexandra Derojinskaïa (russe : Особняк А. И. Дерожинской) est un hôtel particulier situé à Moscou. Cette maison de style art nouveau est un monument protégé du patrimoine culturel fédéral et l'un des exemples majeurs de ce style dans la capitale russe. Il a été construit de 1901 à 1904 par Franz Schechtel et se trouve au 13, voie (pereoulok) Kropotinskaïa.

## Historique

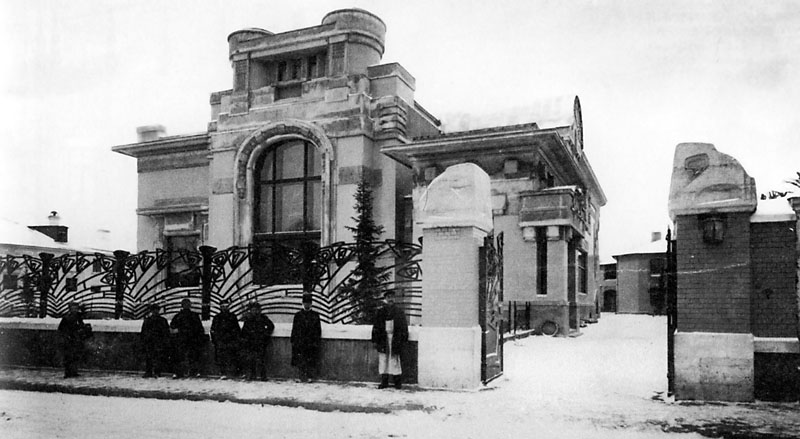
Vue de la maison au début du XXe siècle.

Une simple maison de bois se trouvait auparavant à cet emplacement appartenant à la famille Naoumov. Le poète Derjavine s'y est arrêté en 1788-1789.
L'hôtel particulier actuel est construit par Schechtel pour Alexandra Derojinskaïa, fille de l'industriel Ivan Boutikov. Plus tard elle, épouse en secondes noces un industriel du textile, I. I. Zimine. Après la révolution d'Octobre, l'hôtel particulier est nationalisé et abrite en 1918 la Société de développement culturel de la Rada d'Ukraine. En 1919, il abrite le département intérieur du commissariat du peuple de l'Instruction dirigé par Nadejda Kroupskaïa, assistée de Gleb Krjijanovski. En 1921, la délégation n°1 du troisième congrès de l'internationale communiste s'y installe. Puis il accueille la rédaction éditoriale du bureau principal du développement politique qui compte parmi ses collaborateurs Alexandre Voronski. À la fin des années 1920, il est affecté à la mission diplomatique de Chine et dans les années 1930 à la république socialiste soviétique d'Ouzbékistan, à celle du Turkménistan et du Tadjikistan. À partir de 1959, c'est la mission diplomatique d'Australie qui s'y installe. 
Une exposition est consacrée dans ses murs en 2009 à l'architecte Schechtel.
L'hôtel est restauré entre 2009 et 2013 et met au jour des fresques dans le hall selon des dessins de Victor Borissov-Moussatov dont les originaux sont conservés à la galerie Tretiakov. L'intérieur est également exceptionnel avec ses boiseries de bois clair typiquement 1900, son mobilier et son escalier d'honneur aux fins déliés sculptés, ainsi que son mobilier.
L'hôtel particulier sert toujours aujourd'hui à l'ambassade d'Australie.

## Notes et références

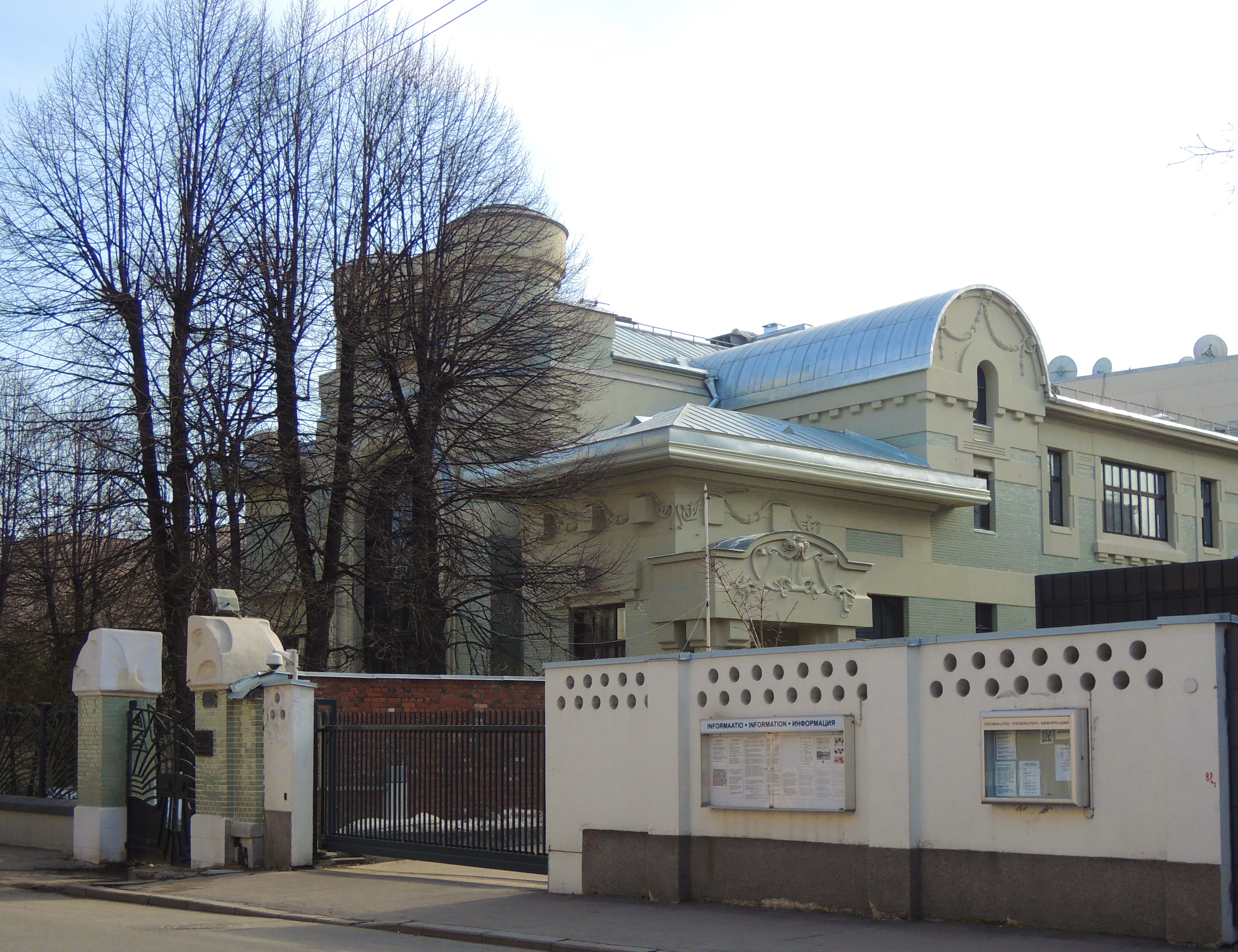
Vue de côté.

## Source
- (ru) Cet article est partiellement ou en totalité issu de l’article de Wikipédia en russe intitulé « Особняк А. И. Дерожинской » (voir la liste des auteurs).